# Ivy Dickens
Pour les articles homonymes, voir Dickens.
 (août 2012).
Améliorez-le ou discutez des points à vérifier. 
Ivy Dickens/Charlie Rhodes est un personnage de fiction de la série  Gossip Girl apparaissant pour la première fois dans l'épisode 18 de la saison 4, Portrait de famille.

## Histoire
Ivy est une serveuse qui vit à Miami. Elle fait aussi de la comédie. Elle a été engagée par Carole Rhodes, la sœur aînée de Lilian Van der Woodsen pour qu'elle se fasse passer pour sa fille, Charlie Rhodes, afin de récupérer l'argent du livret d'épargne de sa vraie fille.
Ivy Dickens est une fille peu fortunée, sortant des « bas quartiers ». Elle n'a jamais eu de famille et a vu son père mourir sous ses yeux d'une overdose d'héroïne alors qu'elle avait 8 ans. 

## Saison 4
Elle apparaît d'abord avec sa «mère» (Carol) quand elles vont à New York pour le procès de Lily. Là, elle retrouve ses cousins Eric et Serena qu'elle n'a pas vu depuis 10 ans. Après que sa mère soit partie, elle décide de rester pour apprendre à mieux connaître sa famille. Dans l'épisode suivant Rufus lui dit que sa mère a appelé pour s'assurer que Charlie n'avait pas arrêter de prendre ses médicaments. Charlie dit qu'elle les prend, alors qu'en fait, elle les avait jetés à la poubelle. Dan l'invite au gala des anciens élèves à un Constance / St. Jude et elle dit oui, et vole la robe du bal des débutantes de Serena et attache ses cheveux pour lui ressembler.
Lors du gala, elle tente de séduire Dan dans le bureau du principal, mais elle lui demande de l'appeler Serena et Dan lui dit que c'est une mauvaise idée de faire ça et s'en va. Alors qu'elle souffrait d'une crise psychotique apparente, elle essaye de sauter par la fenêtre mais est arrêtée par Serena. En quittant la fête, elle croise Georgina Sparks et celle-ci lui donne son numéro de téléphone si elle veut toujours s'amuser. De retour à Miami, Carol la paye pour son rôle de Charlie Rhodes et la remercie pour son travail bien fait. Charlie prend alors le numéro de téléphone de Georgina.
On remarque que dans le rôle de Charlie, Ivy devient manipulatrice et menteuse, notamment en piégeant Vanessa Abrams pour que Dan se retourne contre elle. 

## Saison 5
Ivy devient serveuse à Los Angeles mais Serena qui avait eu un nouveau travail découvre qu'elle habite là bas et décide de renouer des liens avec elle. Serena décide ensuite de ramener Ivy dans l'Upper East Side, cependant Carole, la sœur de Lily n'était pas au courant. Ivy se rend compte que la vie dans l'Upper East Side est un véritable conte de fées et décide de garder l'identité de Charlie Rhodes pour pouvoir profiter de Manhattan. Cependant, la patronne de Nathaniel Archibald apprend sa véritable identité et menace de tout dévoiler si elle ne fait pas ce qu'elle lui dit. Elle décide donc de travailler pour elle au « NySpectator » en collaboration avec Nate. Elle aura une brève relation avec Nate, ce qui mettra en danger sa relation avec sa patronne Diana (qui elle aussi a une aventure avec Nate) qui menacera de révéler publiquement son secret. 
Cependant, Max, qui était son petit-ami à l'époque où elle vivait à Los Angeles, débarque à New-York. Il rencontre par hasard Serena, et se rapproche ainsi de la famille Rhodes. Il découvre ce que cache Ivy et promet de garder le secret, mais exige une grosse somme d'argent en contrepartie. Son plan ne fonctionne pas, alors il dévoile tout. Il n'a cependant aucune preuve, et la famille Rhodes refuse de la croire, Ivy faisant désormais partie de leur famille. Elle semble tirée d'affaire. Cependant, peu de temps après, Chuck et Blair sont victimes d'un grave accident de voiture, à cause des paparazzis traquant leur véhicule, cette virée en voiture étant un véritable scandale médiatique. Ivy culpabilise et décide de s'enfuir, bien que l'accident n'était finalement qu'un gros « mal entendu » dans lequel elle n'a aucune part de responsabilité. Lily, qui est beaucoup attachée à elle, décide d'envoyer un détective privé à ses trousses pour la convaincre de revenir à la maison. Le détective retrouve la vraie Charlie Rhodes (qui se fait appeler Lola). Lily ne porte pas attention à elle, pensant simplement qu'il s'agit d'une jeune fille portant le même patronyme. Elle continue de chercher, mais ne retrouve pas la trace d'Ivy. Celle-ci est en fin de compte au chevet de Cece, qui est gravement malade. Cette dernière est finalement transférée à l'hôpital de New-York. Les femmes Rhodes sont alors toutes sur place. La situation se complique lorsque Lola débarque parmi elles, pour soutenir sa mère. Carol et Ivy sont obligées de révéler la vérité. Ivy est bannie de la famille Rhodes. Cece décède de sa maladie. Elle avait inscrit sur son testament qu'elle léguait toute sa fortune à Ivy Dickens, la nommant même ainsi dans le document. Ainsi, on se rend compte que Cece s'est toujours doutée des duperies d'Ivy mais l'aimait comme sa petite-fille malgré tout. Pour Lily, si Ivy est inscrite sur le testament, c'est parce qu'elle a manipulé et amadoué Cece alors qu'elle était mourante.Lily provoque alors une bataille juridique pour se procurer l'héritage, et elle en sort gagnante, non sans avoir payé l'infirmière de Cece à faire de faux témoignages blâmant Ivy. Peu de temps après, pour résoudre une vengeance personnelle, Lily décide de révéler à la police ce qu'a fait Carol, et fait appel à Ivy afin de tout raconter à la police. Ivy est « blanchie » mais Carol est arrêtée.
Lily fait alors cadeau d'un chèque d'un million de dollars à Ivy pour la remercier, mais celle-ci déchire le chèque. Elle ne veut pas de l'argent de Lily, mais veut seulement repartir sur de bonnes bases avec elle. Lily la met à la porte.
Ivy, qui considérait Lily comme sa mère, a le cœur brisé. 
On revoit Ivy à la fin de la saison, car Lola a fait appel à elle pour jouer un rôle afin de piéger un homme d'affaires avec qui la famille de Chuck a des problèmes. 
Lola hérite de la part d'héritage de Carol, et décide de tout donner à Ivy. La saison se termine sur cet échange. 